# بيرديكاس
بيرديكاس وهو اسم أحد قادة الإسكندر الأكبر وهو ابن السلالة الأورنتية سليل أمراء إقليم مستقل يدعى أوريستيس. وآخرهم اكتسب شهرة بعد انتصاره على طيبة عام 335 قبل الميلاد وكان له مركز مهم في حملة الإسكندر الهندية كما كان أحد ملوك طوائف الإسكندر.

## بداياته
بحسب المؤرخ الروماني آريان فإن بيرديكاس كان من السلالة الأورنتية وسليل أمراء الإقليم المستقل أوريستيس. كان قائد كتيبة المشاة الثقيلة، وامتاز عن غيره أثناء غزو طيبة (335 قبل الميلاد)، حيث جرح بشدة. وبعد ذلك تولى قيادة مهمة في الحملات الهندية للإسكندر. عندما مات هيفايستون بشكل مفاجئ في 324 قبل الميلاد، عين بيرديكاس خلفا له وأصبح قائد سلاح الفرسان ومُنح رتبة «خيليارش» أي قائد الألف. تزوج بيرديكاس في سوسة في العام 324 ق.م. من بنت مرزبان ميدي اسمها أتروباتيس.

## بعد موت الإسكندر
في التسوية بعد موت الإسكندر الأكبر عام 323 ق.م. تم الاتفاق على أن يكون كلا من ابن فيليبوس الثاني المقدوني المسمى فيليبوس الثالث المقدوني والمعروف أيضا باسم فيليب أريدايوس والذي كان يعاني من مشاكل ذهنية وجسدية بالإضافة إلى ابن الإسكندر الأكبر من زوجته روكسانا هما ملكا الإمبراطورية وأن يكون بيرديكاس الحارس أو الوصي عليهما.
كان بيرديكاس قويا ولم يظهر تسامحا مع أي من منافسيه، واستخدم وصايته ليحكم باسم الملكين (فيليبوس وابن روكسانا الإسكندر الرابع المقدوني) وأراد أن يجعل الإمبراطورية كلها تحت يده، ولتوطيد سيطرته بادر إلى قتل ميلياغر قائد المشاة. وفي العام 322 قبل الميلاد، قطع مشروع ارتباطه وزواجه بالفتاة نيقيا المقدونية، بنت أنتيباتر، لأن أوليمبياس عرضت عليه يد كليوباترا المقدونية، أخت الإسكندر الأكبر، مما أدى إلى زيادة حدة التوترات بينه وبين القادة.
كان يومينيس حاكم كبادوكيا وبافلاغونيا من أهم حلفاء بيرديكاس، وهي من المقاطعات التي لم يحتلها المقدونيون، وعندما رفض أنتيغونوس الأول مونوفثالموس حاكم فريجيا وليكيا وبامفيليا تنفيذ المهمة التي أولاه إياها بيرديكاس تم استدعاؤه لمحاكمته بالعصيان فهرب إلى أوروبا ودخل في تحالف مع أنتيباتر وكراتيروس وبطليموس الأول ونشبت الحرب. ترك بيرديكاس الحرب في آسيا الصغرى على عاتق يومينيس وذهب لمهاجمة بطليموس الأول في مصر ووصل إلى بيلوسيوم ولكنه فشل في عبور نهر النيل حيث اندلع تمرد بين رجاله واغتاله بعض ضباطه (بيثون بن كراتياس، أنتيغونوس، سلوقس الأول) عام 321 ق.م.